# Galera
|  | Per a altres significats, vegeu «Galera (desambiguació)». |

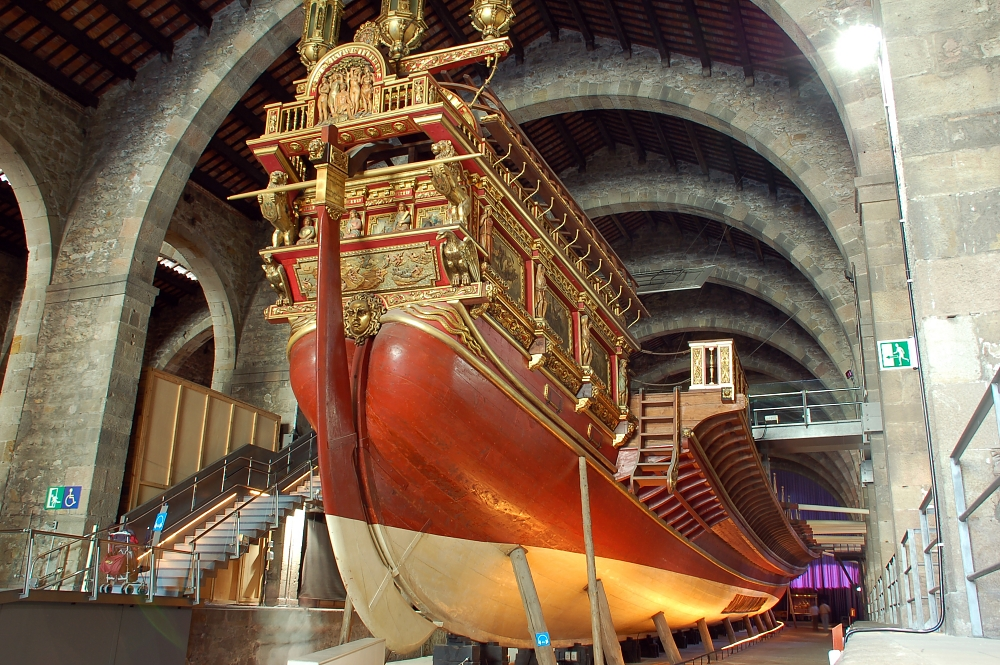
Reconstrucció de la galera "La Reial" de Joan d'Àustria al Museu Marítim de Barcelona feta a partir de l'estudi de Martínez-Hidalgo

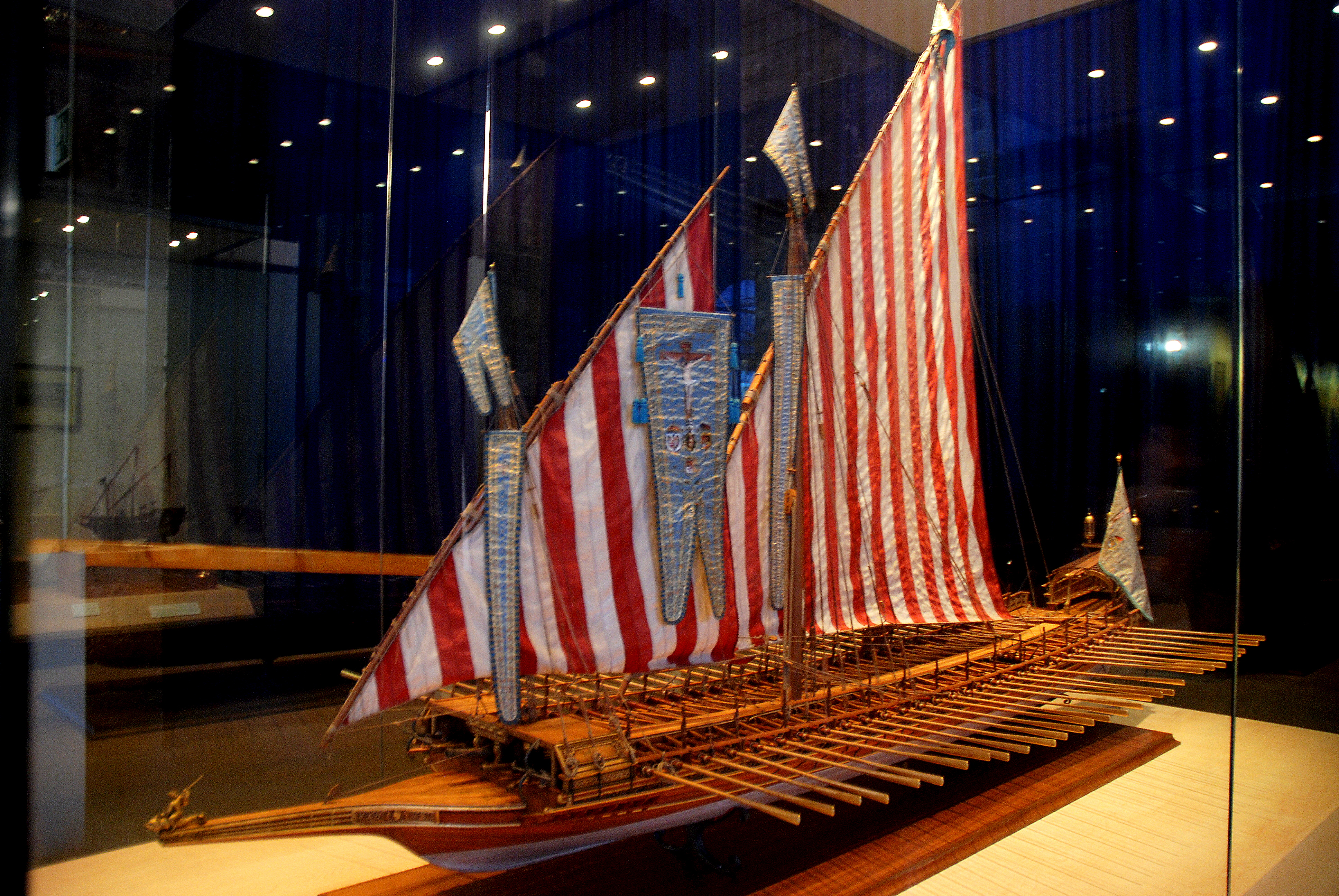
Model de la mateixa galera.

Una galera és qualsevol tipus de vaixell impulsat principalment mitjançant rems, tot i que moltes galeres també tenien veles per aprofitar el vent. Les galeres eren molt maniobrables i especialment aptes per a operacions amfíbies al Mediterrani, car el seu baix calat les feia fàcil aproximar-se a les platges i desembarcar tropa i càrrega. Les galeres foren el principal tipus de vaixell de guerra en el Mediterrani des de l'època clàssica fins al desenvolupament de vaixells amb armes de foc, en els segles xv i xvi. Les galeres foren utilitzades en les batalles de l'antiga Grècia i dels imperis Persa i Romà (on una condemna era precisament servir a galeres durant un període). Després de la caiguda de l'Imperi Romà, l'ús de les galeres va anar de baixa, però l'Imperi Romà d'Orient i d'altres potències en mantingueren l'ús. Comparades amb els galions de mida mitjana, que tenien de dotze a vint canons de més calibre i abast, eren d'estructura fràgil poc resistent al foc enemic, disposant de cinc canons a proa. El combat era a distància de tret de mosquet o pistola i a l'abordatge, la baixa estructura de les galeres era sobrepassada per les altes bordes dels galions, mentre que la seva tripulació disparava des de les cobertes, més altes.
En l'època medieval, foren importants sobretot, les galeres catalanes de la corona d'Aragó. així com les galeres de les repúbliques marítimes italianes (República de Pisa, República de Gènova, República de Venècia, República de Lucca). Les galeres de l'Església Catòlica, les de l'orde del Temple, les de l'orde de Malta, les d'Amalfi i altres formaven, en conjunt, un nombre important d'unitats.
La batalla de Lepant (1571) fou una de les més grans batalles navals amb galeres. Més endavant, van perdre importància a partir del segle xv, i desaparegueren completament amb la propulsió a vapor.

## Característiques
Era indubtablement quant a la seva forma la baula entre la Navis longa romana, la galera dels segles xv i xvi i els dromons romans d'Orient. Molt semblants les seves condicions respectives pel que fa a la seva lleugeresa, va ser també molt semblant el seu destí a les armades de tan diferents èpoques, servint en totes elles de naus auxiliars i exploratòries.
Les dimensions dels vaixells més grans d'aquesta espècie en les dates darrerament esmentades eren: eslora, 140 peus: mànega, 20: puntal, 9 Fins al segle xvi, en què es va perfeccionar l'ús de l'artilleria a bord de les embarcacions, anaven armades les galeres d'un esperó a proa (el rostrum de la nau romana) fet de bronze o de fusta reforçat amb cèrcols de ferro i col·locat molt baix, gairebé a la línia de flotació amb l'objecte de desfondar el vaixell enemic a qui envestissin. Sobre la coberta de la galera anaven disposats a una banda i una altra els bancs dels remers, existint una divisió, anomenada crugia, que permetia anar de la popa a la proa: en aquest pas es col·locava el còmit o nostramo (hortator entre els romans) per a vigilar i animar els remers.

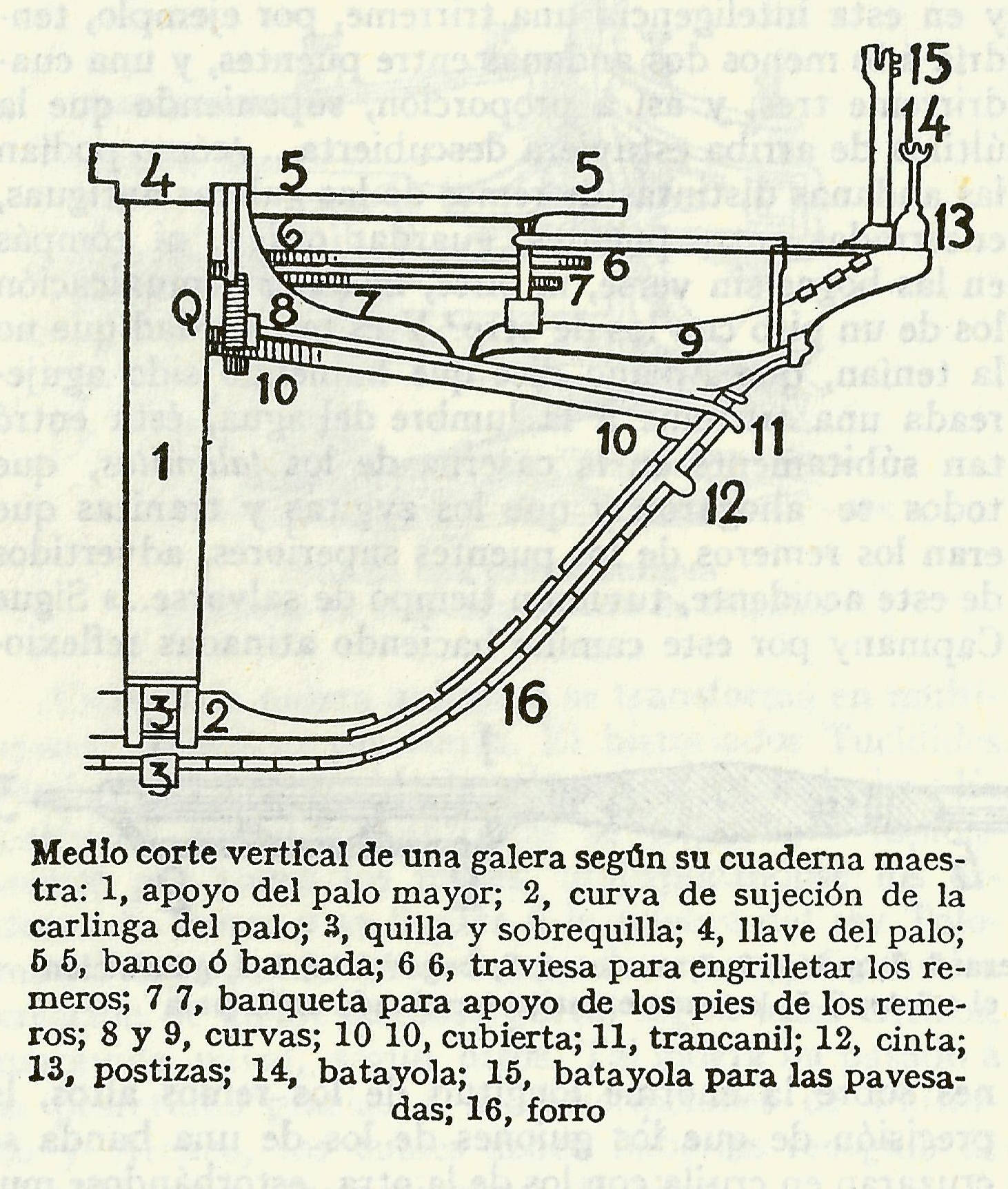
Quaderna mestra de galera.

Hi havia galeres que portaven un, dos i tres pals variant segons la grandària L'element propulsor principal eren els rems i l'auxiliar l'acció del vent sobre les veles. Els remers, fins a set per bancada, seien en bancs que anaven encastats d'una part a la mampara del corredor o crugia i de l'altre al costat. El nombre de bancs i, per tant, des de la més petita que en tenia 20 per banda, normalment solia ser de 25 o 26, encara que hi hagués vaixells de la família de les galeres, les mitges galeres i els llenys, que tenien alguns menys, i altres, en canvi, molts més, com les quatre galeres portugueses que van ser amb l'Armada Invencible, cadascuna de les quals comptava 306 remers. La longitud dels rems era d'uns 50 peus pròximament que es manejaven recolzant el primer terç en les postisses o peces rectangulars de fusta adossades per fora de l'embarcació, una per cada costat i que corrien al llarg des dels jous de popa fins als del braç (nàutica) o de proa. Les més antigues galeres tenien les veles quadrangulars, sent la més gran la del trinquet, encara que després eren llatines i la vela del trinquet va ser més petita que la del pal major. Unes vegades, a imitació de les naus de l'Armada Romana, tenien parapet en els costats, gruixudes planxes o una sèrie de pavès o escuts que servien d'abric en el combat a remers i soldats; i unes altres, alts castells a popa i a proa des d'on llançaven les fletxes, dards i encara el foc grec.
Les veles eren quadres, és a dir, de forma trapezoidal, i freqüentment llatines o triangulars. Solament el pal major descansava en la sobrequilla, el trinquet ho feia sobre la coberta, la longitud del pal més gran (arbre mestre), segons Bartolomeo Crescentio, era d'uns 20 metres. Les antenes estaven compostes de dues parts unides per lligades: la de la vela major era tan llarga com la galera menys 15 peus. Les dues parts es deien car i pena. A les parts altes dels pals solien portar unes petites plataformes o cofa, anomenades gàbies. L'interior de les galeres solia estar dividit per mampares transversals en sis compartiments, destinats els de popa al capità i els restants a panyols de queviures, veles i altres efectes.

## Evolució històrica
- Trieres (Grècia)[7][8][9]
- Trirem, liburna (Roma, Cartago)

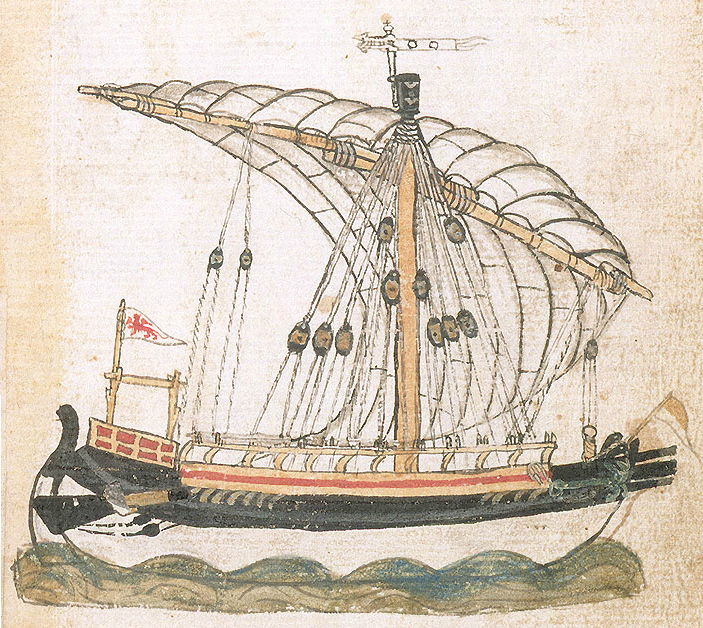
Galera de Flandes segons Michele de Rodes.

- Dromon, pamphylos, ousiakos (imperis Romà d'Orient i Otomà)[10][11]
- Galera (època medieval i fins a l'era moderna: Armada Invencible i altres).

Durant el segle xiv les galeres de la Corona d'Aragó es classificaven en tres categories, en funció de la seva mida, sent de major a menor, grosses, bastardes i subtils. La tripulació de les galeres catalanes incloïa quaranta ballesters per les grosses i trenta per les subtils, amb missió d'atacar amb dards les cobertes enemigues. La galera reial estava fora de la classificació. El seu ús militar fou molt important.
Les galeres, com a vaixells de guerra, desaparegueren de França i Espanya el 1748. En la guerra entre Suècia i Rússia de 1808 encara lluitaren galeres.

### Fama de les galeres catalanes
La designació genèrica moderna "galeres de la Corona d'Aragó" és inexacta i poc descriptiva de la realitat medieval. Fins a Ferran el Catòlic, les galeres de la Corona d'Aragó eren catalanes, valencianes o mallorquines. Sovint eren propietat de les institucions locals (Generalitat, municipis...). A vegades eren de propietaris particulars. Es posaven al servei del rei, però aquest no n'era el propietari.
Durant una època prou llarga la fama de les galeres catalanes fou reconeguda per molts.
- Benedetto Cotrugli.[23]

| «                                     | Galea vogia III hommini per bancho ogi, et have XXVIII et XXVIIII banchi. Le fuste vogano dui remi per bancho, et queste sonno de più qualitate de longeçe, ad beneplacitum XII, XVI, XX, XXIIII etc... Et realmente quisto modo de galee ando aptissimamente la nation Catallana et sondo aptissimi allo governo de quelle, perché le altre nationi armano solamente alli bisogni, et li Catalani al continuo fando lo misterio, et ciascheduno ne sa in parte et li Catallani in totum. | » |
| — De navigatione. Benedetto Cotrugli. | |   |

- Martí de Viciana.[24]

| «                                                                                            | Y assí hallamos que, en galeras, los catalanes han hecho más cosas buenas que ningunas otras nasciones, por donde resulta el refrán: “Que si en galera se haze cosa buena, el capitán á de ser catalán”. | » |
| — Martí de Viciana: Libro tercero de la Crónica de la ínclita y coronada ciudad de Valencia. | |   |

- Segons les Ordinacions sobre lo fet de la mar el cómit d’una galera catalana havia d’acceptar el combat contra dues galeres enemigues, amb pena d'execució. Només podia refusar el combat contra tres o més naus contràries.[25]

| « | CAP. V. Contra los Cómits qui perdrán Galées per mal regiment lur. Item : que tot Cómit qui perdrá la sua Galéa , si per temporal nou fa , ço es , per enemichs ; que si no era mort ò pres en la presó de la dita Galéa , que aquest sia penjat è roçegat sens tota mercé. Si empero Galées de enemichs lo fahien ferir en terra , que altre no pogués fer , è que les Galées fossen mes avant de dues; en aquest cas fos quiti de la dita pena. Si empero eren Galées que haguessen Almirayll , Capitá , ó Visalmirayll , ó encara lochtinens d'aquells, que facen çó que aquell farà | » |
| — | |   |

## Parts d'una galera
- Buc
- Bacallars
- Ballesteres
- Batalloles i batalloletes
- Cambra de voga
- Cossia
- Castell de proa (corulla, ramblada o arramblada)
- Castell de popa
- Jous
- Paradís
- Postisses
- Escalemeres
- Esperó

## Disposició dels rems
- A la senzilla: En tres rengles o tires per banda (1 remer per rem /fins a tres remers per banc). Pel que fa a la posició dels remers en els trasts sembla que hi havia palomers, postics i terçols.
- A galotxa: En un rengle per banda (Uns quants remers per rem. Normalment 3 remers: el vogavant i dos més).

## Tractats sobre la construcció de galeres
- Els rems se solien fabricar de fusta d'avet blanc (Abies alba). Però no pas de qualsevol manera. Teofrast[28] escrigué la manera correcta d'obtenir rems resistents. En traducció lliure: "És millor fabricar-los a partir d'un avet jove. La fusta d'avet s'assembla a una ceba, amb diverses capes ben marcades. Un remolar hàbil sap conformar un rem sense tallar aquestes capes. Polint la fusta sense interrompre la capa exterior. Així el rem serà més resistent. Per contra, un artesà maldestre deixarà el rem amb les capes tallades que seran punts febles per on es podrà trencar amb facilitat". La fusta d'avet blanc s'emprava també per a fer trirrems i els pals corresponents, i era objecte d'un comerç molt important. En èpoques d'alta demanda i escassetat el seu preu era molt elevat.
- 1275.[29]
- 1434-35. Michele de Rodes. Fabrica di galere.[30][31]
  - Traducció parcial al castellà.[32]
- 1444-1449. Zorzi Trombetta da Modone
- 1547-1550. Stolonomie.[33][34]
- 1607. Bartolomeo Crescentio. “Nautica mediterranea”.[35]
- 1614. Pantero Pantera. "L'armata navale".[36]
- 1622. Ithier Hobier. De la construction d'une gallaire et de son equipage.[37]
- 1629. Joseph Furttenbach. Architectura navalis: d.i. von dem Schiff-Gebäw, auff dem Meer und Seekusten zugebrauchen.[38]
- 1677. L'architecture navale, contenant la maniere de construire les navires, galeres & chaloupes,...[39]
- 1685. De triremium et liburnicarum constructione. Isaac Voss.[40]
- 1767. Des bois a rames (Fustes per a rems de galera).[41][42]
- 1861. Auguste LAFORET. Étude sur la Marine des Galères. Avec plans et dessins.[43]
- 1893. L’obra Le costruzioni navali e l'arte della navigazione al tempo di Cristoforo Colombo ofereix un bon resum de diverses galeres (genoveses, venecianes i catalanes)[44]

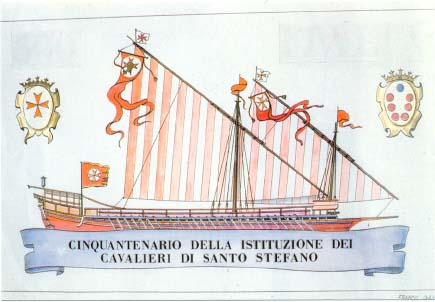
Galera mediterrània d'època moderna.
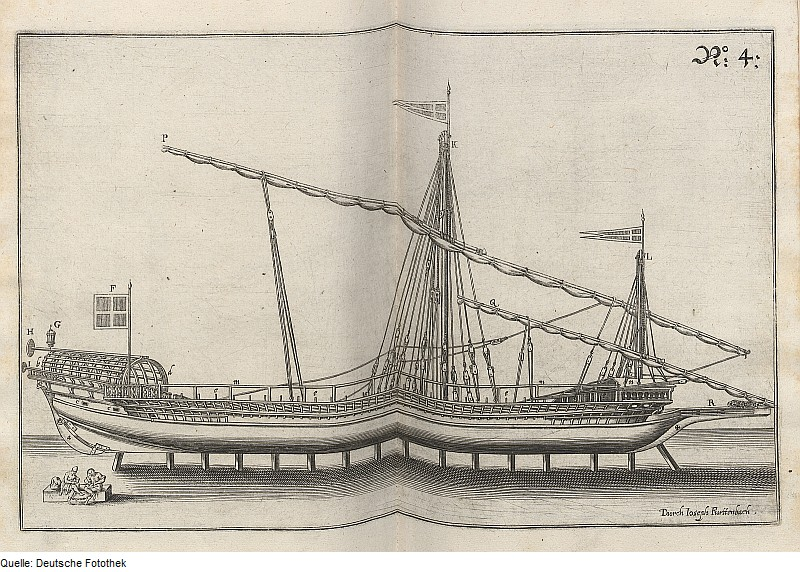
Galera reial de Malta.

## Documents
Repassant la història de les galeres i els seus antecedents hi ha casos puntuals que poden analitzar-se de forma independent i permeten una millor comprensió del tema general. Vegeu, a continuació, una mostra aleatòria (necessàriament incompleta) de casos com els esmentats ordenats cronològicament.

### Les liburnes descrites perVegeci
En una traducció al castellà de Flavius Renatus Vegetius es pot llegir una descripció de les liburnes pirates amb molts detalls interessants. Poden destacar-se, entre d'altres, les següents:
- la costum d'anar completament camuflades (naus, veles i tripulants) amb una pintura de color “verd terrós”
- l'ús de barques auxiliars de molts rems (“falúas” en la traducció castellana ; que en català clàssic seria una barca de panescalm) per a anar d'exploració avançada.

### Dromons i pàmfils
- c.900. Tactica de Lleó VI el Filòsof.[46]
  - Text grec i traducció llatina.[47]
  - Traducció francesa.[48]
  - Traducció italiana (manca el capítol XIX però hi ha els comentaris corresponents).[49]

| «                                                          | Institució XIX: ...Us explicaré, en poques paraules, el que he après sobre el regiment de les trirrems, actualment anomenades dromons...Cada dromó serà allargat, amb una mànega proporcional a l'eslora, i amb dues fileres de rems: una més baixa i l'altra per damunt...A cada filera hi haurà 25 bancs...100 remers en total...Hi pot haver dromons més grans, de 200 remers o més...També hi haurà bastiments més petits, amb una filera de rems per banda, anomenats galiotes, que seràn molt veloces... La vostra galera (la de l'emperador o cap de l'estol), com a veritable cap de tota l'armada, s'ha de distingir de les altres per la grandesa, la força i la qualitat de les tropes embarcades. Es construirà seguint el model dels pàmfils... | » |
| — Tàctica. Institució XIX. Naumàquica. Lleó VI el Filòsof. | |   |

### Preus de les galeres
- 1356. 1150 lliures de Barcelona per una galera subtil.
- 1392. 4600 florins per una galera grossa.[51]

### Galeres dels segles XIII, XIV i XV
- 1280.[52]

- 1284. Batalla de Meloria.[53]

- [54]

- Document que especifica els noms dels pals o arbres (artimó, llop i mitjana) i l'antena i vela de mitjana.[55]
- 1354. Reebé les veles, ço és artimó qui a verses XL, tercerol qui ha verses XXX, migana qui ha verses XIIII, ...[56]

- 1398. Galeres de Mallorca.[57]

- 1467. It. un lop de XXXVI vessos de galera Sta. Eulàlia, de cotó.[58]

### Drassanes de Barcelona
- 1533. Cinquanta galeres (50) construïdes a les drassanes de Barcelona.[59]

### 1585. Frederic Despalau, drassaner major de les Drassanes de Barcelona[60]
| «                                                                                         | A 22 de maig de 1585 volgué Sa Magestat, ab les persones reals, anar a la drassana per a veure lansar en mar unes galeres, la capitana que havie de ser de España y dos galeres que havien fetes per a navegar a les Indies, que may se n'havien fetes així, perquè eren de dos cuberts y de 20 bancs, y’s digué aprés feren bons prova per aquelles mars... Perqué en tots los regnes del rei no y à millor comoditat per a fer galeres que en Catalunya, per lo gran aparell que y à de fusta, ferro, canyem y abres y antenes y rems, que tot ho produeix la terra amb molta abundància... | » |
| — Cavallers i ciutadans a la Catalunya del Cinc-cents. Antoni Simon i Tarrés. Pàgina 125. | |   |

### Galeres a Filipines
- 1599.[61]

### Fàbrica a Cartagena
- 1745. Ordre reial de traslladar la fàbrica de galeres des de Barcelona a Cartagena.[62]

### Galeres al Mississipi (riu)
- 1794-1796.[63]